# Topapu-Zwerghörnchen
Das Topapu-Zwerghörnchen (Prosciurillus topapuensis) ist eine Hörnchenart aus der Gattung der Sulawesi-Zwerghörnchen (Prosciurillus), die auf der zu Indonesien gehörenden Insel Sulawesi vorkommt.

## Merkmale
Wie die anderen Arten der Sulawesi-Zwerghörnchen gehört auch das Topapu-Zwerghörnchen zu den kleineren Hörnchenarten, die endemisch auf der Insel Sulawesi sind. Es erreicht eine Kopf-Rumpf-Länge von etwa 15,5 bis 19 Zentimetern bei einem Gewicht von 130 bis 210 Gramm. Der Schwanz ist etwa 12 bis 17,5 Zentimeter lang und damit nur etwas kürzer als der restliche Körper. Die Rückenfarbe der Tiere ist braun mit einzelnen sandgelben oder schwarzen Markierungen. Die Unterseite ist dunkelgrau mit ockerfarbenen bis sandgelben sowie silberfarbenen Einwaschungen. Die Ohren besitzen deutliche schwarze Haarbüschel. Um die Augen besitzen die Tiere einen sandfarbenen Ring, auch die Schnauze ist teilweise sandfarben. Nackenflecken und Dorsalstreifen kommen bei dieser Art nicht vor. Der Schwanz ist schwarz und sandfarben geringelt und endet in einer schwarzen Quaste.

## Verbreitung
Das Topapu-Zwerghörnchen kommt in den Bergen im westlichen Zentrum der zu Indonesien gehörenden Insel Sulawesi vor. Die Höhenverbreitung reicht von etwa 350 Meter bis in die Berglagen um 2800 Meter.

## Lebensweise
Die Tiere leben im Blattwerk höherer Bäume und bleiben meist in den Baumkronen und Rankenpflanzen. Wenn sie zum Boden kommen, benutzen sie vor allem Ranken und Totholz, um sich darauf fortzubewegen. Sie sind tagaktiv und hauptsächlich morgens und nachmittags an sonnigen Tagen aktiv. Die Nahrung besteht zu einem großen Teil aus weichen Früchten wie Feigen, hinzu kommen Samen und baumlebende Insekten. Die Kommunikation erfolgt über laute Schnatterlaute, die auch aggressiv werden können. Sie reagieren auf zahlreiche Geräusche, so etwa auf herabfallende Äste, Regen sowie Tiere und Menschen, mit Warn- und Reaktionsrufen.
Die Nester bauen die Tiere aus Blättern in Baumhöhlen, vor allem in den Stämmen der Feigenart Ficus aurea. Die Weibchen haben drei Paar Zitzen, über die Jungtiere liegen keine Angaben vor.

## Systematik
Das Topapu-Zwerghörnchen wird als eigenständige Art innerhalb der Gattung der Sulawesi-Zwerghörnchen (Prosciurillus) eingeordnet, die aktuell aus sieben Arten besteht. Bis 2005 wurden nur fünf Arten anerkannt, Prosciurillus topapuensis gehörte nicht dazu. Die wissenschaftliche Erstbeschreibung stammt von dem Schweizer Zoologen Jean Roux unter dem wissenschaftlichen Namen Sciurus topapuensis anhand eines Balgs aus dem Topapugebirge aus dem Jahr 1910, den er von den Forschungsreisenden Fritz Sarasin und Paul Sarasin erhielt.
Innerhalb der Art werden neben der Nominatform keine weiteren Unterarten unterschieden.

## Status, Bedrohung und Schutz
Das Topapu-Zwerghörnchen ist von der International Union for Conservation of Nature and Natural Resources (IUCN) nicht erfasst.

## Belege
1. 1 2 3 4 5 6 7 8  Richard W. Thorington Jr., John L. Koprowski, Michael A. Steele: Squirrels of the World. Johns Hopkins University Press, Baltimore MD 2012; S. 175. ISBN 978-1-4214-0469-1
2. ↑  Prosciurillus In: Don E. Wilson, DeeAnn M. Reeder (Hrsg.): Mammal Species of the World. A taxonomic and geographic Reference. 2 Bände. 3. Auflage. Johns Hopkins University Press, Baltimore MD 2005, ISBN 0-8018-8221-4.
3. ↑  Jean Roux: Beitrag zur Kenntnis der Sciurus-Arten von Celebes. Zoologischer Anzeiger 35, 1910; S. 515–520. (Digitalisat)
4. ↑  Kein Datensatz der IUCN vorhanden; Abgerufen am 21. März 2015.